# La Jemaye
La Jemaye korábbi község Franciaországban, Dordogne megyében. Lakosainak száma 111 fő (2018. január 1.). La Jemaye Vanxains, Siorac-de-Ribérac, Saint-André-de-Double, Saint-Michel-de-Double, Échourgnac, Saint-Vincent-Jalmoutiers és Ponteyraud községekkel határos.
2017. január 1-jén Ponteyraud korábbi községgel egyesült és az így létrejött La Jemaye-Ponteyraud új község része lett.

## Népesség
A település népességének változása:
| Lakosok száma | 111  | 109  | 156  | 111  | 111  |
|               | 2013 | 2015 | 2016 | 2017 | 2018 |